# Йохан III (Източна Фризия)
Йохан III от Източна Фризия (на немски: Johann III von Ostfriesland) от фамилията Кирксена от Източна Фризия е чрез женитба (jure uxoris) граф на Ритберг (1618 – 1625). Той основава католическата линия на род Кирксена във вестфалското Графство Ритберг, т. нар. Дом Остфризланд.

## Биография
Роден е през 1566 година в Аурих. Той е вторият син на граф Едзард II от Източна Фризия (1532 – 1599) и съпругата му принцеса Катарина Васа (1539 – 1610), дъщеря на шведския крал Густав I Васа. Брат е на Ено III (1563 – 1625), граф на Източна Фризия, и Кристоф (1569 – 1636), господар на Румпст-Шпонтин, испански губернатор на Люксембург.
Йохан се жени чрез разрешение на папата през 1601 г. за Сабина Катарина, дъщерята на брат му Енно. Тя е наследничка чрез майка си Валбурга на графството Ритберг и Харлингерланд. Йохан става рано отново католик. Съпругата му става също католичка. Така той става офицер на императорска и испанска служба.
Йохан подарява със съпругата си през 1618 г. францисканския манастир в Ритберг. След смъртта на съпругата му при раждане на единадесетото ѝ дете през 1618 г. Йохан управлява графството Ритберг до смъртта си през 1625 г. Той строи модерни окрепления на резиденцията си дворец Ритберг. Той е рицар на ордена на Златното руно.
Граф Йохан III от Източна Фризия умира на 23 януари 1625 г. на 59 години и е погребан в манастир Ритберг.

## Фамилия
Йохан III от Източна Фризия се жени на 4 март 1601 г. в Ритберг за племенницата си Сабина Катарина от Източна Фризия (* 11 август 1582, Есенс; † 31 май 1618), наследничка на Есенс и на графство Ритберг, дъщеря на брат му Ено III и графиня Валбурга фон Ритберг († 26 май 1586). Те имат единадесет деца:
- Едзард (* 2 февруари 1602; † 28 март 1603)
- Анна Валбургис (* 27 октомври 1603; † 29 ноември 1604)
- Катарина Мария (* 28 октомври 1604; † ?), омъжена пр. 5 август 1623 г. за Франсоа маркиз фон Варенбон († 1637)
- Ернст Кристоф (* 1 април 1606; † 31 декември 1640), 1625 – 1640 граф на Ритберг, вицемаршал, женен сл. 1 ноември 1620 г. за Албертина Мария маркиза де Ст. Мартин († 1663)
- Ено Филип (* 23 март 1608; † 14 май 1636), домхер в Кьолн (1618), Страсбург и Падерборн
- Леополд (* 23 ноември 1609; † 14 ноември 1635), домхер в Кьолн, Страсбург и Падерборн (1618)
- Валбургис Мария (* 8 май 1612; † 13 юни 1613)
- Фердинанд Франц (* 4 октомври 1613; † 27 юни 1648), домхер в Кьолн (1619), Магдебург (1624), Страсбург и Халберщат (1630)
- Клара София (* 7 март 1615; †?)
- Анна Клара/Мария (* 30 май 1616; † ?), канонеса в Мюнстербилзен (1621)
- Йохан IV (* 31 май 1618; † 7 август 1660), домхер в Кьолн, граф на Ритберг (1640 – 1660), женен на 3 март 1647 г. за Анна Катарина фон Залм-Райфершайт (1624 – 1691)